# Ontherus insolitus
Ontherus insolitus är en skalbaggsart som beskrevs av François Génier 1996. Ontherus insolitus ingår i släktet Ontherus och familjen bladhorningar. Inga underarter finns listade i Catalogue of Life.